# Akantusväxter
Akantusväxter (Acanthaceae) är en växtfamilj som består av ungefär 2 500 arter i nästan 250 släkten. De flesta akantusväxterna är örter, buskar eller klätterväxter. En art som förekommer som trädgårdsväxt i Sverige är mjukakantus (Acanthus mollis) även kallad Björnkloört. Andra arter är vanliga som krukväxter, till exempel arter i åderbladssläktet (Fittonia) och arter i jakobiniasläktet (Justicia).

## Utbredning
Några få arter är hemmahörande i tempererade områden men det stora flertalet är tropiska växter. De viktigaste utbredningsområdena är Indien, Malaysia, Afrika, Brasilien och Centralamerika. Akantusväxter finns i många olika växtmiljöer såsom skogar, våtmarker, stäpper, havsnära områden, träsk och mangroveskogar.

## Beskrivning
Bladen är enkla och motsatta och är oftast helbräddade. Blommorna är zygomorfa eller nästan aktinomorfa och sitter samlade i blomställningar. Blommorna omges delvis av ett färgat stödblad, vilket är karaktäristiskt för denna växtfamilj. Frukten är en kapsel. Hos de flesta arterna sitter fröna fästade vid en liten stjälk i kapseln.

## Systematik
Släktet Avicennia ingår i akantusväxterna enligt Angiosperm Phylogeny Group. Släktet har i äldre system antingen utgjort en egen familj, Avicenniaceae, eller ingått i verbenaväxterna (Verbenaceae).
Familjen delas in i sju underfamiljer:
- Acanthoideae
- Avicennioideae
- Nelsonioideae
- Thunbergioideae